# Панов (бригантина)
«Панов» — экспедиционное судно Балтийского флота Российской империи специальной постройки, шхунара. Одно из трёх судов, построенных для «секретной» экспедиции В. Я. Чичагова по специальному проекту с корпусом повышенной прочности, позволявшим совершать плавания во льдах, и принимавшее участие в плаваниях судов экспедиции к архипелагу Шпицберген.

## Описание судна
Парусное экспедиционное судно специальной постройки с корпусом повышенной прочности, позволявшим совершать плавания во льдах. Размеры шпангоутов судна были увеличенных размеров, наклонные форштевень и ахтерштевень обиты полосовым железом и листовым свинцом. Судно имело двухслойную обшивку с расширенным ледовым поясом, а его борта имели округлую форму, позволявшую в случае сжатия льдами вытолкнуть судно наверх и избежать его раздавливания. Судно несло парусное вооружение бригантины. Длина судна составляла 25 метров, сведений о его ширине и осадке не сохранилось, численность экипажа судна составляла 51 человек. В качестве артиллерийского вооружения на судне были установлены 10 пушек.
Наименование судно получило по фамилии своего первого командира, капитана 2-го ранга Никифора Панова.

## История службы
Экспедиционное судно «Панов» было заложено по специальному проекту в Архангельске, точное наименование верфи не сохранилось, и после спуска на воду в 1764 году вошло в состав Балтийского флота России.
В 1764 году совместно с двумя другими экспедиционными судами специальной постройки «Чичагов» и «Бабаев», пинками «Лапоминк» и «Слон» вошло в состав отряда судов под общим командованием капитана бригадирского ранга В. Я. Чичагова, предназначенного для секретной экспедиции по поиску морского пути из Атлантического океана в Тихий, через Северный Ледовитый. C 1 (12) сентября по 25 сентября (6 октября) того же года экспедиционные суда отряда перешли в Колу и остались на зимовку в Екатерининской гавани.
В кампанию следующего 1765 года вместе с двумя другими судами отряда специальной постройки 9 (20) мая покинуло Екатерининскую гавань и взяло курс на северо-запад. 27 мая (7 июня) отряд миновал остров Берин-Эленда и 16 (27) июня подошёл к Шпицбергену, где суда отряда стали на якорь в заливе Клокбай. 3 (14) июля отряд вышел из залива и взял курс на Гренландию, однако 3 августа (23 июля) на широте 80° 26' встретился с непроходимыми льдами и повернул на юг. 1 (12) августа суда отряда прошли Шпицберген и 6 (17) августа подошли к острову Кильдюин, вошли в залив и стали на якоря. 11 (22) августа суда подняли якоря, 17 (28) августа подошли к бару у Соломбальской верфи, 20 (31) августа перешли через бар где вновь стали на якоря, а 24 августа (4 сентября) отшвартовались у пристани. 5 (16) октября отряд вышел на соломбальский рейд, перешёл бар и взял курс на Кильдюин, куда прибыл 4 (15) октября и остался на зимовку Кильдюинском заливе.
В 1766 году отряд в том же составе повторно вышел из Архангельска по тому же маршруту, что и в кампанию предыдущего года. 16 (27) мая суда отряда начали кампанию в Екатерининской гавани и 19 (30) мая покинув гавань пошёл на запад. 28 мая (8 июня) отряд миновал остров Берин-Эленда и взял курс к Шпицбергену, однако 31 мая (11 июня) с западной стороны Шпицбергена попал во льды, среди которых дрейфовал до 22 июня (3 июля) пока экипажам не удалось вывести суда в Клокбайский залив. 1 (12) июля отряд вышел из залива намеченным курсом, однако на широте 80° 30' опять встретился с непроходимыми льдами и взял обратный курс, а 31 июля (11 августа) вновь вошёл в Клокбайский залив. 7 (18) августа отряд покинул залив и, взяв курс на юго-восток, 8 (19) сентября подошёл к бару Северной Двины. 10 (21) сентября суда стали на якоря на соломбальском рейде, а 12 (23) сентября отшвартовались у пристани.
В кампанию 1796 года совершало плавания из Архангельска в Колу за астрономом С. Я. Румовским, однако в связи с его жалобами на «бесчинства и угрозы» в свой адрес со стороны командира корабля лейтенанта П. В. Кишкина, судно было отозвано в Архангельск, а его командир переведён в Санкт-Петербург.
Сведений о дальнейшей судьбе судна не сохранилось.

## Командиры судна
Командирами судна «Панов» в разное время служили:
- капитан 2-го ранга[комм. 5] Н. Панов (1791 год)[4];
- лейтенант П. В. Кишкин (1769 год)[10].